# Snow (codec)
Pour les articles homonymes, voir Snow.
Snow est un codec vidéo expérimental développé par Michael Niedermayer pour FFmpeg sous GNU LGPL. Des donateurs[Qui ?] ont promis[Quand ?] une somme de 1200€ pour la finalisation de la norme.

## Comparaison
Le Snow est similaire aux codecs Tarkin, Dirac, et à de nombreux autres codecs à ondelettes.

## Programmes supportant Snow
Les logiciels d'édition vidéo Open Source suivants peuvent encoder vers le format Snow :
- Avidemux
- ffmpeg
- Kdenlive
- LiVES
- MeGUI
- VirtualDubMod avec ffdshow tryouts
- MEncoder